# Glypta pecki
Glypta pecki är en stekelart som beskrevs av Dasch 1988. Glypta pecki ingår i släktet Glypta och familjen brokparasitsteklar. Inga underarter finns listade i Catalogue of Life.